# Tielman Roos
Tielman Johannes de Villiers Roos (Città del Capo, 8 marzo 1879 – Città del Capo, 28 marzo 1935) è stato un politico sudafricano, afrikaner dell'Unione Sudafricana, repubblicano, membro del National Party e ministro della Giustizia dal 1924 al 1929.

## Gioventù
Tielman Roos nacque a Città del Capo l'8 marzo 1879.
Frequentò il  South African College dove conseguì l'abilitazione di avvocato a soli 23 anni. Aprì subito dopo uno studio legale a Città del Capo ma in seguito decise di trasferirsi a Pretoria, dove divenne un rispettato barrister (nel diritto anglosassone è un avvocato che ha la facoltà di discutere cause presso le corti di grado superiore ).

## Carriera politica
La vita politica di Roos iniziò dopo la seconda guerra boera quando si unì al partito Het Volk fondato e guidato dal generale Louis Botha. In quel periodo egli non fu particolarmente attivo in politica ma un gruppo chiamato i “Giovani Turchi” si raccoglieva intorno a lui.
Fu alla fine del 1912 che Roos si fece notare politicamente per la prima volta. L'occasione fu quando il premier Botha destituì dal suo governo J.M. B. Hertzog. Roos partecipò ad una manifestazione politica di protesta contro questa decisione ai piedi della statua di Paul Kruger nella Prince's Park a Pretoria. Una folla di persone si era lì riunita in protesta e Roos e il generale Christiaan Rudolph de Wet fecero un discorso alla folla. Essi adottarono una risoluzione richiedente la reintegrazione di Hertzog nel Gabinetto Botha.
Nel 1914 Hertzog fondò il National Party (NP) per protestare contro il colonialismo britannico e promuovere le aspirazioni del popolo afrikaner. La fondazione avvenne nello Stato Libero di Orange mentre Roos fu incaricato di creare e dirigere il partito nella provincia del Transvaal: egli fu eletto primo presidente del National Party del Transvaal e nel 1915 venne eletto al Parlamento nel collegio elettorale di Lichtenburg, nel Transvaal occidentale.
Roos fu subito percepito come un potenziale leader. Egli passò subito dalle parole ai fatti quando Hertzog sostenne l'indipendenza dalla Gran Bretagna patrocinando la causa della rottura di qualsiasi legame con il Regno Unito:Roos avanzò una richiesta ufficiale, contenuta in un proclama, per ricostituire le due repubbliche boere annesse dai Britannici al termine della Seconda Guerra Boera.
Roos fu un oratore enigmatico ed un fervente repubblicano. Nel 1919 egli suggerì di cambiare il nome del partito in Partito Nazionale Repubblicano in modo da rendere chiari quali erano le intenzioni e le scelte politiche del movimento, ma ne Hertzog, né il Dr. Daniel François Malan, il leader del partito nella Provincia del Capo, approvarono l'idea. Nel 1920, all'epoca dei negoziati scaturiti alla fine della prima guerra mondiale, Roos accompagnò una delegazione boera chiamata "Freedom Deputation" a Parigi per chiedere l'indipendenza dagli inglesi.
In questo periodo il NP guadagnava rapidamente consensi e il generale Jan Smuts, Primo Ministro e leader del South African Party (SAP) comprese che senza il sostegno del Partito Unionista, il SAP avrebbe senza dubbio perso le imminenti elezioni politiche.
Intanto le elezioni del 1920 e 1921 non ebbero esito positivo per il NP, troppo isolato sulla scena politica nazionale, e non sembrava affatto che il partito avesse possibilità di una qualche vittoria nell'immediato futuro. Roos tentò allora di aprire verso gli altri partiti dell'opposizione, cercando soprattutto di consolidare i legami del suo partito con il Partito Laburista Sudafricano (Labour Party – LP), il quale aveva recentemente preso le distanze dal South African Party di Jan Smuts dopo le sommosse operaie del 1922 nel Witwatersrand e la seguente repressione del governo. Roos voleva rafforzare l'NP formando una alleanza politica con l'LP. Nel 1923 gli sforzi di Roos condussero ad un patto fra i due partiti per formare un governo di coalizione in caso di vittoria alle elezioni politiche, evento che si verificò nel 1924. All'interno del governo che ne seguì Tielman Roos divenne ministro della Giustizia e vice Primo ministro.
Roos e Malan furono anche coinvolti in una dura rivalità e il loro disaccordo condusse a forti tensioni all'interno del partito di governo e all'interno del Gabinetto. I sostenitori di Roos, concentrati nel Transvaal, vedevano in lui il logico successore di Hertzog alla testa del partito, ma Roos era un candidato molto atipico, litigioso e presuntuoso che esprimeva troppo la sua indipendenza, deviando molto spesso dalla linea ufficiale del partito. I Nazionalisti fuori dal Transvaal vedevano invece il Dr Malan come il degno candidato alla leadership del partito e a succedere a Hertzog perché lo consideravano più affidabile di Roos. Avendo quest'ultimo sostenitori solo nel Transvaal, quando si trattò di scegliere fra i due, Malan prese un cospicuo vantaggio sul rivale. Questa rivalità portò, nel 1928, Roos a minacciare le dimissioni dal governo in risposta alle dichiarazioni di Malan che elementi all'interno dell'LP erano comunisti.
Nel 1929 la salute di Roos iniziò a deteriorarsi. Si recò in Germania per consultare esperti medici e così mancò le elezioni politiche di quell'anno. Roos si dimise da ministro della Giustizia appena conosciuti i risultati delle elezioni e al suo ritorno in Sudafrica fu nominato giudice della Corte d'Appello. Il suo successore fu Oswald Pirow.
Quando nel 1931 la Gran Bretagna si staccò dal gold standard, il governo di Herzog decise di non seguirne l'esempio. Ma tale decisione dette luogo a forti tensioni economiche, soprattutto fra gli agricoltori sudafricani. Smuts era sicuro che il Sudafrica avesse fatto meglio a lasciare il gold standard e Roos era d'accordissimo con lui. Nel 1932 lasciò la Corte d'Appello per rientrare in politica lanciando una campagna contro le politiche economiche del governo: suggerì che per far uscire l'Unione Sudafricana dalla crisi economica che aveva sconvolto il paese e rovinato gli agricoltori afrikaner occorreva un governo di unità nazionale sotto la sua guida. Il 28 dicembre 1932 Hertzog annunciò che il Sudafrica avrebbe lasciato il gold standard.
Durante la riunione di apertura del Parlamento nel gennaio 1933, Smuts, riprendendo una idea di Roos, pose sul tavolo l'opzione di un governo di unità nazionale. Hertzog si oppose a tale manovra ma alla fine decise di intraprendere colloqui con Smuts e il suo partito. Dopo un bel po' di discussioni fu formato un governo di coalizione fra il National Party e il South African Party con Hertzog Primo Ministro e Smuts suo vice. Roos non fu invitato a far parte del governo. Egli fondò allora il Central Party (CP) ma senza particolare successo: infatti non riuscì a farsi eleggere alle elezioni del 1933 (il CP ebbe soltanto due eletti).

## Ultimi giorni e morte
Nel 1935 Roos consigliò ai suoi sostenitori di unirsi al nuovo United Party (UP), partito formato l'anno prima da Hertzog e Smuts che avevano unito le proprie forze. Ma la sua salute peggiorò rapidamente fino a portarlo alla morte il 28 marzo 1935.

## Eventi Postumi
Nel 1928, la città di Sannieshof nel suo collegio elettorale nel Transvaal occidentale prese il nome di "Roosville" in suo onore. Nel 1952 la città riprese il suo nome di origine. La sua casa a Pretoria è oggi diventata un albergo (chiamato Rozenhof Guest House).